# 勒尚圣佩尔
勒尚圣佩尔（法語：Le Champ-Saint-Père，法語發音：[lə ʃɑ̃ sɛ̃ pɛʁ]）是法国卢瓦尔河地区大区旺代省的一个市镇，属于莱萨布勒多洛讷区。

## 地理
勒尚圣佩尔（46°30'30"N, 1°20'48"W）面积24.67 平方千米，位于法国卢瓦尔河地区大区旺代省，该省份为法国西部沿海省份，北起大西洋卢瓦尔省和曼恩-卢瓦尔省，西临大西洋，南至滨海夏朗德省，东部及东南部与德塞夫勒省接壤。
与勒尚圣佩尔接壤的市镇（或旧市镇、城区）包括：拉布勒托尼耶尔-拉克莱、罗奈、格拉翁河畔圣樊尚、里沃德利永。

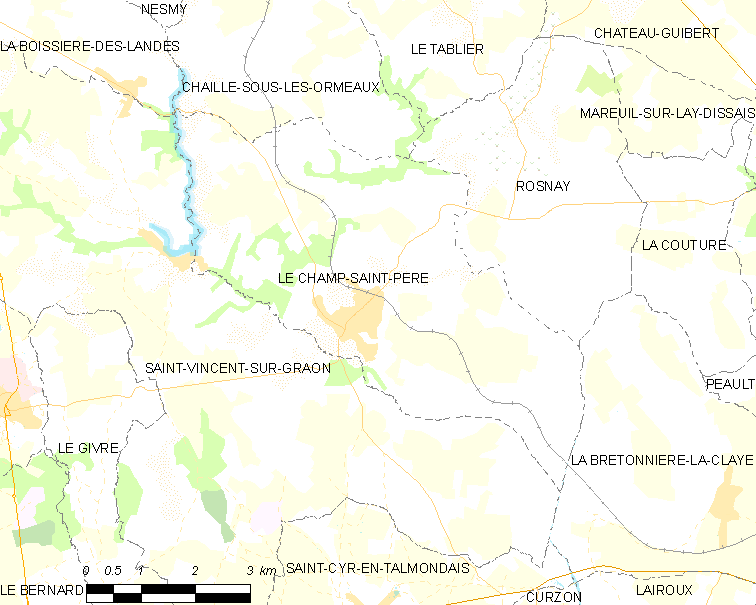
勒尚圣佩尔的OSM定位图

勒尚圣佩尔的时区为UTC+01:00、UTC+02:00（夏令时）。

## 行政
勒尚圣佩尔的邮政编码为85540，INSEE市镇编码为85050。

## 政治
勒尚圣佩尔所属的省级选区为莱河畔马勒伊-迪赛县。

## 人口

1962-2008年间勒尚圣佩尔人口变化图示

勒尚圣佩尔于2022年1月1日时的人口数量为2041人。